# Urban Lalikiewicz
Urban Lalikiewicz (ur. 1749 w Bochni) – polski duchowny katolicki, wykładowca gramatyki w kolonii akademickiej Uniwersytetu Krakowskiego w Nowym Korczynie, senior szkoły parafialnej św. Anny w Krakowie, proboszcz w Igołomi.

## Życiorys
Naukę w zakresie szkoły średniej odbył w Krakowie. Filozofię i teologię studiował na Uniwersytecie Jagiellońskim. Święcenia kapłańskie przyjął ok. 1773 r. Po święceniach pracował jako wikariusz w Bobowej (5 tygodni), w Okulicach (15 miesięcy), w Myślenicach (2 tygodnie). W latach 1778–1779 był profesorem gramatyki w kolonii akademickiej Uniwersytetu Krakowskiego w Nowym Korczynie. Od 15 stycznia do 17 czerwca 1787 r. pełnił funkcję seniora szkoły parafialnej św. Anny w Krakowie. W 1791 r. administrował w Krzyżanowicach koło Bochni. W latach 1792–1796 pracował jako wikariusz w Oświęcimiu. Od 1801 do 1810 r. był proboszczem w Igołomi.